# Ibrahim Bey (mamelouk)
Pour les articles homonymes, voir Ibrahim Bey.
Ibrahim Bey, né en 1735 à Martkopi dans le district de Gardabani en Géorgie ou en Circassie selon les sources, et mort en 1817 à Dongola, est un chef mamelouk et bey égyptien qui a combattu contre les armées de Napoléon Bonaparte pendant la campagne d'Égypte.

## Biographie
L'historien géorgien Alexander Mikaberidze soutient que Ibrahim Bey naît avec le nom Abram Sinjikashvili (აბრამ სინჯიკაშვილი) dans la famille d'un prêtre chrétien orthodoxe tandis que les auteurs autres affirment qu'il est circassien,. Capturé par des chasseurs d'esclaves ottomans et vendu en Égypte, il s'y convertit à l'islam et reçoit une formation mamelouk. Fidèle à Muhammad Bey Abû Dhahâb, Ibrahim, appelé Cheik-el-Beled (maître du pays), gravit tous les échelons et est affranchi. Abou Dahab le nomme bey et lui confie le gouvernement du Caire en 1776. À la mort d'Abou Dahab, il s'impose comme commandant mamelouk, en partageant et en contrôlant l’Égypte avec son complice et ennemi circassien Mourad Bey. Les deux hommes tiennent fermement le pays malgré les tentatives ottomanes pour renverser le régime mamelouk, et réussissent à mater les nombreuses révoltes civiles. Ils servent officiellement les caïmacans (gouverneurs) d'Égypte tout en détenant le pouvoir réel, même vis-à-vis des dignitaires ottomans.

### Bataille des Pyramides
Le 21 juillet 1798, devant l'expédition française du général Napoléon Bonaparte, Mourad Bey prépare ses mamelouks pour combattre les troupes. Le pacha d’Égypte, Seid-Abou-Beker, ignorant les motifs de l'invasion française, est tourmenté sur la conduite à tenir et s'entend avec Ibrahim Bey pour une négociation. Dans ce but, il charge un négociant français du Caire de trouver Bonaparte pour connaître ses intentions. La bataille engagée par Mourad Bey empêche cette négociation. Ibrahim, accompagné de 2 000 mamelouks, est témoin de la bataille des Pyramides et de la défaite de Mourad et se replie sans intervenir, en emmenant ses trésors et ses esclaves. Il se retire dans la nuit du 21 au 22 juillet sur Bilbéis, capitale de la province de Charkieh, emmenant avec lui Seid-Abou-Beker. Ibrahim Bey s'exile à Bilbéis pour attendre le retour de la caravane venant de la Mecque et pour profiter du renfort des mamelouks qui escortent la caravane, afin d'exécuter un plan d'attaque concerté avec Mourad Bey. Ibrahim Bey et le pacha se retirent à Birket el-Hâggy. Des émissaires de cheiks se rendent à Gizeh, ayant à sa tête le kiàya du pacha, comptant sur la tolérance du vainqueur. La ville attend avec la plus vive anxiété le retour des diplomates.

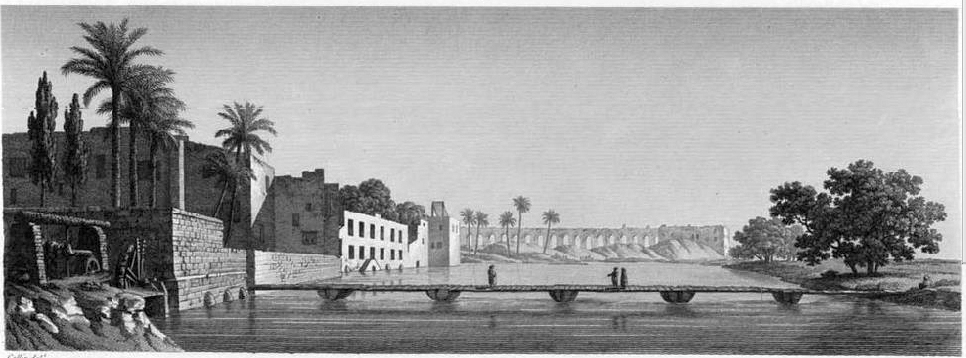
Résidence d'Ibrahim Bey, près du Caire. Dessin extrait de la Description de l'Égypte.

### Exode
Le général Kléber, qui contrôle la ville de Al Khankah, et l'arrivée impromptue des troupes françaises font fuir Ibrahim Bey de la ville de Salahieh, accompagné de son arrière-garde forte d'environ mille mamelouks. Un escadron de cavalerie fonce sur les mamelouks qui se battent avec courage. Le 3e régiment de dragons venu en renfort force les mamelouks d'Ibrahim Bey à s'enfoncer dans le désert. Ibrahim Bey séjourne à Qatyeh puis El-Arish, avant d'arriver en Syrie. Destitué par les chefs rivaux, il se réfugie au Soudan en 1811, et meurt en 1817 dans l'anonymat et démuni à Dongola (Soudan).